# Kwamé Ryan
Kwamé Ryan (Toronto, 1970) è un direttore d'orchestra canadese di discendenza trinidadiana.

## Biografia

### Primi anni e formazione
Ryan è figlio di Selwyn Ryan, professore universitario, e Joya Gomez, insegnante e attrice. Ha avuto la sua prima e prima educazione musicale presso la University School, St Augustine, Trinidad. Un mese dopo la sua nascita la famiglia si trasferì in Uganda. Diversi anni dopo, la famiglia si trasferì a Trinidad.
Ryan si trasferì nel Regno Unito, dove frequentò la Oakham School, a Rutland, in Inghilterra e poi studiò al Gonville and Caius College, Cambridge. Tra i suoi mentori britannici c'erano Lynn Binstock e Mark Elder. In Germania Ryan frequentò l'Università di Tubinga per un anno, per studi di lingua e cultura. Ryan in seguito studiò direzione orchestrale con Peter Eötvös a Friburgo in un programma di scambi universitari. Un altro direttore d'orchestra suo mentore fu Lothar Zagrosek. Dal 1999 al 2003 ha ricoperto il ruolo di Generalmusikdirektor (Direttore musicale generale) dell'Orchestra Filarmonica di Friburgo e dell'Opera di Friburgo. Il suo lavoro comprendeva una registrazione commerciale del Prometeo di Luigi Nono, come secondo direttore.

### Carriera come direttore d'orchestra
Ryan esordì come professionista nel Regno Unito all'Edinburgh International Festival del 2004. Successivamente tornò al Festival di Edimburgo nel 2005 come direttore di spettacoli di balletto con lo Scottish Ballet e la Scottish Chamber Orchestra. Il suo debutto come direttore d'orchestra nel Regno Unito avvenne nell'ottobre 2005 con l'English National Opera, in una produzione di Salomè.
Nel 2007 Ryan diventò direttore musicale dell'Orchestre National Bordeaux Aquitaine (ONBA), per un contratto iniziale di 3 anni. Ricoprì l'incarico all'ONBA fino a giugno 2013. Nel luglio 2008 fu nominato direttore musicale dell'Orchestre Français des Jeunes, a partire dal 2009. Ha ricoperto questo incarico per 2 anni.
Ryan dirige in tutto il mondo come libero professionista. Lavora anche a progetti educativi e di sviluppo della comunità presso l'Accademia Nazionale delle Arti dello Spettacolo (NAPA) di Trinidad e Tobago presso l'Università di Trinidad e Tobago.

### Registrazioni
Le registrazioni di Ryan comprendono Simplicius Simplicissimus di Karl Amadeus Hartmann di Stoccarda (2005, DVD), opere di Salvatore Sciarrino con l'Ensemble Recherché, Prometeo di Luigi Nono, Neither di Feldman e la Sinfonia n. 9 di Schubert (con l'orchestra di Bordeaux).